# Kvalifikace na Mistrovství Evropy ve fotbale 2020 – skupina C
Skupina C kvalifikace na mistrovství Evropy ve fotbale 2020 je jednou z 10 kvalifikačních skupin na tento šampionát. Přímý postup na závěrečný turnaj si zajistí první 2 týmy. Na rozdíl od předchozích evropských kvalifikací do baráže nepostoupí týmy na základě pořadí v kvalifikační skupině, ale podle konečného žebříčku v jednotlivých skupinách (ligách A–D) Ligy národů UEFA 2018/19.

## Výsledky
| Legenda                                                                         |
| ------------------------------------------------------------------------------- |
| Vítěz skupiny a druhý v pořadí postupující přímo na šampionát                   |
| Týmy postupující do baráže o účast na šampionátu                                |
| V křížové tabulce vpravo je domácí tým v levém sloupci, hostující v horní řadě. |

### Tabulka
| Tým           | Z | V | R | P | VG | IG | +/- | B  |
| ------------- | - | - | - | - | -- | -- | --- | -- |
| Německo       | 8 | 7 | 0 | 1 | 30 | 7  | +23 | 21 |
| Nizozemsko    | 8 | 6 | 1 | 1 | 24 | 7  | +17 | 19 |
| Severní Irsko | 8 | 4 | 1 | 3 | 9  | 13 | -4  | 13 |
| Bělorusko     | 8 | 1 | 1 | 6 | 4  | 16 | -12 | 4  |
| Estonsko      | 8 | 0 | 1 | 7 | 2  | 26 | -24 | 1  |

|               | Německo | Nizozemsko | Severní Irsko | Bělorusko | Estonsko |
| ------------- | ------- | ---------- | ------------- | --------- | -------- |
| Německo       | —       | 2:4        | 6:1           | 4:0       | 8:0      |
| Nizozemsko    | 2:3     | —          | 3:1           | 4:0       | 5:0      |
| Severní Irsko | 0:2     | 0:0        | —             | 2:1       | 2:0      |
| Bělorusko     | 0:2     | 1:2        | 0:1           | —         | 0:0      |
| Estonsko      | 0:3     | 0:4        | 1:2           | 1:2       | —        |

### Zápasy
| 21. března 2019 20:45                           |        |           |                                                                              |
| Nizozemsko                                      | 4 : 0  | Bělorusko | Feijenoord Stadion, Rotterdam diváci: 38 604 rozhodčí: Davide Massa (Itálie) |
| Depay 1', 55' (pen.) Wijnaldum 21' Van Dijk 86' | Zpráva |           | Feijenoord Stadion, Rotterdam diváci: 38 604 rozhodčí: Davide Massa (Itálie) |

| 21. března 2019 20:45       |        |          |                                                                        |
| Severní Irsko               | 2 : 0  | Estonsko | Windsor Park, Belfast diváci: 18 176 rozhodčí: Ivan Bebek (Chorvatsko) |
| McGinn 56' Davis 75' (pen.) | Zpráva |          | Windsor Park, Belfast diváci: 18 176 rozhodčí: Ivan Bebek (Chorvatsko) |

| 24. března 2019 20:45 |        |                                |                                                                                      |
| Nizozemsko            | 2 : 3  | Německo                        | Johan Cruyff Arena, Amsterdam diváci: 51 694 rozhodčí: Jesús Gil Manzano (Španělsko) |
| De Ligt 48' Depay 63' | Zpráva | Sané 15' Gnabry 34' Schulz 90' | Johan Cruyff Arena, Amsterdam diváci: 51 694 rozhodčí: Jesús Gil Manzano (Španělsko) |

| 24. března 2019 20:45     |        |               |                                                                          |
| Severní Irsko             | 2 : 1  | Bělorusko     | Windsor Park, Belfast diváci: 18 188 rozhodčí: Paweł Raczkowski (Polsko) |
| J. Evans 30' Magennis 87' | Zpráva | Stasevich 33' | Windsor Park, Belfast diváci: 18 188 rozhodčí: Paweł Raczkowski (Polsko) |

| 8. června 2019 18:00 |        |                             |                                                                                |
| Estonsko             | 1 : 2  | Severní Irsko               | A. Le Coq Arena, Tallinn diváci: 8 378 rozhodčí: Fabio Verissimo (Portugalsko) |
| Vassiljev 25'        | Zpráva | Washington 77' Magennis 80' | A. Le Coq Arena, Tallinn diváci: 8 378 rozhodčí: Fabio Verissimo (Portugalsko) |

| 8. června 2019 20:45 |        |                   |                                                                          |
| Bělorusko            | 0 : 2  | Německo           | Borisov Arena, Barysaŭ diváci: 12 510 rozhodčí: Srđan Jovanović (Srbsko) |
|                      | Zpráva | Sané 13' Reus 62' | Borisov Arena, Barysaŭ diváci: 12 510 rozhodčí: Srđan Jovanović (Srbsko) |

| 11. června 2019 20:45 |        |               |                                                                          |
| Bělorusko             | 0 : 1  | Severní Irsko | Borisov Arena, Barysaŭ diváci: 5 250 rozhodčí: Harald Lechner (Rakousko) |
|                       | Zpráva | McNair 86'    | Borisov Arena, Barysaŭ diváci: 5 250 rozhodčí: Harald Lechner (Rakousko) |

| 11. června 2019 20:45                                                              |        |          |                                                                    |
| Německo                                                                            | 8 : 0  | Estonsko | Opel Arena, Mohuč diváci: 26 050 rozhodčí: Ali Palabıyık (Turecko) |
| Reus 10', 37' Gnabry 17', 62' Goretzka 20' Gündoğan 26' (pen.) Werner 79' Sané 88' | Zpráva |          | Opel Arena, Mohuč diváci: 26 050 rozhodčí: Ali Palabıyık (Turecko) |

| 6. září 2019 20:45 |        |                          |                                                                            |
| Estonsko           | 1 : 2  | Bělorusko                | A. Le Coq Arena, Tallinn diváci: 7 314 rozhodčí: Alain Durieux (Lucemburk) |
| Sorga 54'          | Zpráva | Naumov 48' Skavysh 90+2' | A. Le Coq Arena, Tallinn diváci: 7 314 rozhodčí: Alain Durieux (Lucemburk) |

| 6. září 2019 20:45         |        |                                                        |                                                                                      |
| Německo                    | 2 : 4  | Nizozemsko                                             | HSH Nordbank Arena, Hamburk diváci: 51 299 rozhodčí: Artur Soares Dias (Portugalsko) |
| Gnabry 9' Kroos 73' (pen.) | Zpráva | F. de Jong 59' Tah 66' (vl.) Malen 79' Wijnaldum 90+1' | HSH Nordbank Arena, Hamburk diváci: 51 299 rozhodčí: Artur Soares Dias (Portugalsko) |

| 9. září 2019 20:45 |        |                                        |                                                                           |
| Estonsko           | 0 : 4  | Nizozemsko                             | A. Le Coq Arena, Tallinn diváci: 11 006 rozhodčí: Serhiy Boiko (Ukrajina) |
|                    | Zpráva | Babel 17', 47' Depay 76' Wijnaldum 87' | A. Le Coq Arena, Tallinn diváci: 11 006 rozhodčí: Serhiy Boiko (Ukrajina) |

| 9. září 2019 20:45 |        |                              |                                                                        |
| Severní Irsko      | 0 : 2  | Německo                      | Windsor Park, Belfast diváci: 18 326 rozhodčí: Daniele Orsato (Itálie) |
|                    | Zpráva | Halstenberg 48' Gnabry 90+3' | Windsor Park, Belfast diváci: 18 326 rozhodčí: Daniele Orsato (Itálie) |

| 10. října 2019 20:45 |        |          |                                                                                         |
| Bělorusko            | 0 : 0  | Estonsko | Dinamo Stadium, Minsk diváci: 11 300 rozhodčí: Ricardo de Burgos Bengoetxea (Španělsko) |
|                      | Zpráva |          | Dinamo Stadium, Minsk diváci: 11 300 rozhodčí: Ricardo de Burgos Bengoetxea (Španělsko) |

| 10. října 2019 20:45              |        |               |                                                                      |
| Nizozemsko                        | 3 : 1  | Severní Irsko | De Kuip, Rotterdam diváci: 41,348 rozhodčí: Benoît Bastien (Francie) |
| Depay 80', 90+4' L. de Jong 90+1' | Zpráva | Magennis 75'  | De Kuip, Rotterdam diváci: 41,348 rozhodčí: Benoît Bastien (Francie) |

| 13. října 2019 18:00 |        |                    |                                                                                |
| Bělorusko            | 1 : 2  | Nizozemsko         | Dinamo Stadium, Minsk diváci: 21 639 rozhodčí: Anastasios Sidiropoulos (Řecko) |
| Drahun 54'           | Zpráva | Wijnaldum 32', 41' | Dinamo Stadium, Minsk diváci: 21 639 rozhodčí: Anastasios Sidiropoulos (Řecko) |

| 13. října 2019 20:45 |        |                              |                                                                              |
| Estonsko             | 0 : 3  | Německo                      | A. Le Coq Arena, Tallinn diváci: 12 062 rozhodčí: Georgi Kabakov (Bulharsko) |
|                      | Zpráva | Gündoğan 51', 57' Werner 71' | A. Le Coq Arena, Tallinn diváci: 12 062 rozhodčí: Georgi Kabakov (Bulharsko) |

| 16. listopadu 2019 20:45               |        |           |                                                                                |
| Německo                                | 4 : 0  | Bělorusko | Borussia Park, Mönchengladbach diváci: 33 164 rozhodčí: Orel Grinfeld (Izrael) |
| Ginter 41' Goretzka 49' Kroos 55', 83' | Zpráva |           | Borussia Park, Mönchengladbach diváci: 33 164 rozhodčí: Orel Grinfeld (Izrael) |

| 16. listopadu 2019 20:45 |        |            |                                                                          |
| Severní Irsko            | 0 : 0  | Nizozemsko | Windsor Park, Belfast diváci: 18 404 rozhodčí: Szymon Marciniak (Polsko) |
|                          | Zpráva |            | Windsor Park, Belfast diváci: 18 404 rozhodčí: Szymon Marciniak (Polsko) |

| 19. listopadu 2019 20:45                            |        |               | |
| Německo                                             | 6 : 1  | Severní Irsko | Commerzbank-Arena, Frankfurt nad Mohanem diváci: 42 855 rozhodčí: Carlos del Cerro Grande (Španělsko) |
| Gnabry 19', 47', 60' Goretzka 43', 73' Brandt 90+1' | Zpráva | Smith 7'      | Commerzbank-Arena, Frankfurt nad Mohanem diváci: 42 855 rozhodčí: Carlos del Cerro Grande (Španělsko) |

| 19. listopadu 2019 20:45                 |        |          |                                                                              |
| Nizozemsko                               | 5 : 0  | Estonsko | Johan Cruyff Arena, Amsterdam diváci: 50 386 rozhodčí: Davide Massa (Itálie) |
| Wijnaldum 6', 66', 79' Aké 19' Boadu 87' | Zpráva |          | Johan Cruyff Arena, Amsterdam diváci: 50 386 rozhodčí: Davide Massa (Itálie) |